# Newfane (Vermont)
Newfane és un poble i seu del Comtat de Windham (Vermont) dels Estats Units d'Amèrica.

## Demografia
Segons el cens dels Estats Units del 2000 Newfane tenia 1.680 habitants, 693 habitatges, i 464 famílies. La densitat de població era de 16,1 habitants per km².
Per edats la població es repartia de la següent manera: un 23,9% tenia menys de 18 anys, un 4,6% entre 18 i 24, un 27,6% entre 25 i 44, un 32,4% de 45 a 60 i un 11,5% 65 anys o més.
L'edat mediana era de 42 anys. Per cada 100 dones de 18 o més anys hi havia 92,8 homes.
La renda mediana per habitatge era de 45.735 $ i la renda mediana per família de 51.328 $. Els homes tenien una renda mediana de 33.882 $ mentre que les dones 27.426 $. La renda per capita de la població era de 22.215 $. Entorn del 4,7% de les famílies i el 5,1% de la població estaven per davall del llindar de pobresa.